# Edison Bravo
Edison Fernando Bravo Mansilla (Puerto Montt, 22 de febrero de 1992) es un ciclista chileno.

## Palmarés

### Ruta
2013 (como amateur)
- Vuelta a Toledo, más 1 etapa

2016
- Campeonato de Chile en Ruta

### Pista
2012
- Campeonato Panamericano en puntuación

2016
- Campeonato Panamericano en Madison
- 3.º en el Campeonato Panamericano en Persecución
- 3.º en el Campeonato Panamericano en Persecución por equipos